# Aiguille de Polset

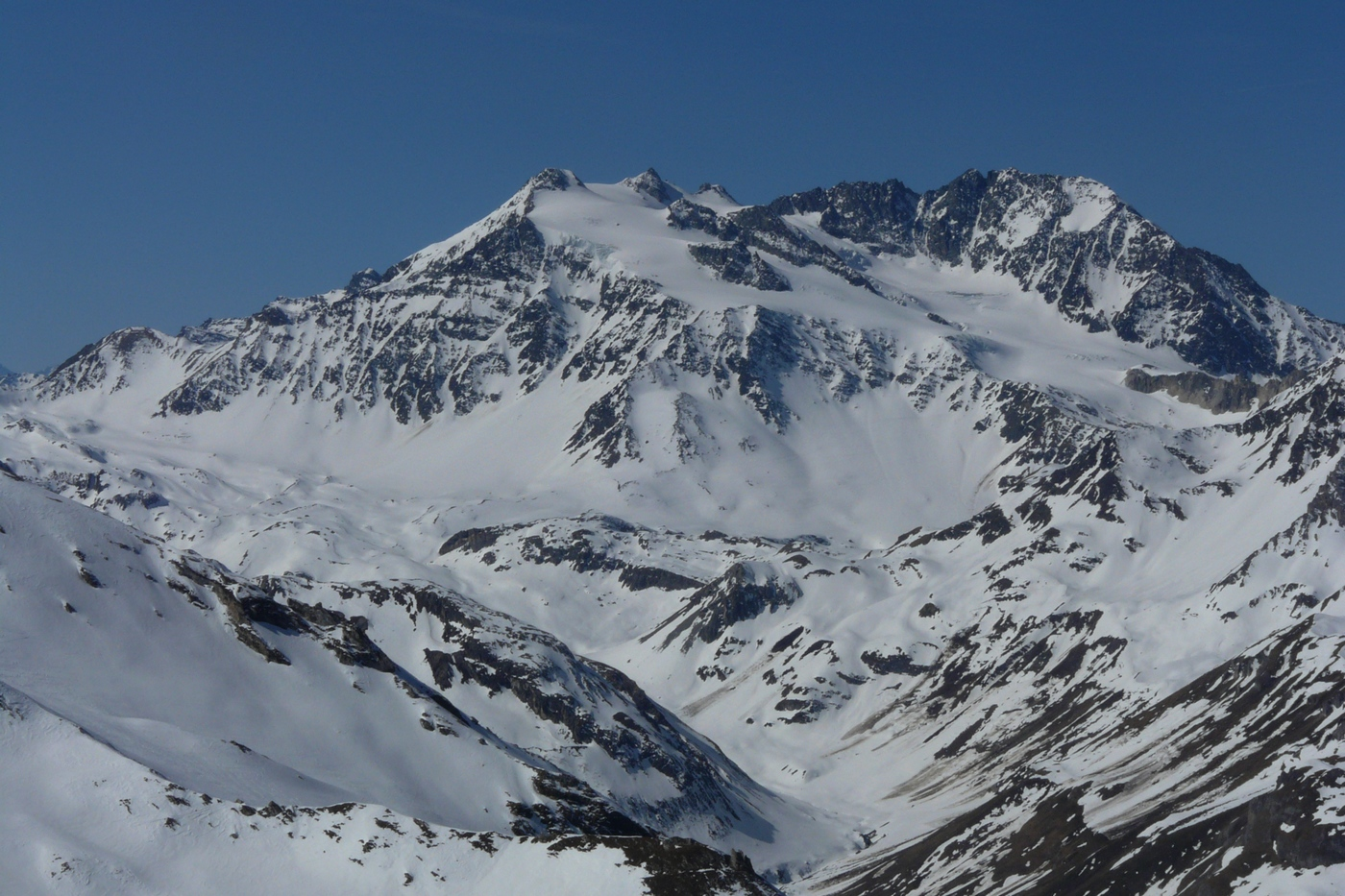
Dôme de Polset, Aiguille de Polset en Mont Gébroulaz (centraal op de foto)

De Aiguille de Polset is een 3531 meter hoge berg in het Franse departement Savoie. De berg behoort tot de westelijke groep van de Grajische Alpen. De top bestaat voornamelijk uit gneiss. De Aiguille de Polset bevindt zich tussen de Dôme de Polset en de Mont Gébroulaz. Aan de overzijde van de Col de Gébroulaz bevindt zich de Aiguille de Péclet, die net iets hoger is. De Aiguille de Polset is vernoemd naar Polset, een verlaten dorp op zo'n zes kilometer afstand in zuidzuidoostelijke richting.